# Philorhizus wollastoni wollastoni
Philorhizus wollastoni wollastoni é uma subespécie de insetos coleópteros pertencente à família Carabidae.
A autoridade científica da subespécie é Fauvel, tendo sido descrita no ano de 1905.
Trata-se de uma subespécie presente no território português.